# Joachim Neubüser
Joachim Neubüser (* 18. Juni 1932 in Belgard, Pommern; † 25. September 2021 in Aachen) war ein deutscher Mathematiker, der sich vorwiegend mit Gruppentheorie befasste und Professor an der RWTH Aachen war.

## Werdegang
Neubüser studierte ab 1951 an der Universität Kiel mit dem Staatsexamen 1957 und der Promotion bei Wolfgang Gaschütz 1957 (Über homogene Gruppen). Als Post-Doktorand war er 1957/58 an der University of Manchester und ab 1958 Assistent in Kiel, war nach der Habilitation 1967 (Die Untergruppenverbände der Gruppen der Ordnung ≤ 100 mit Ausnahme der Ordnungen 64 und 96) wissenschaftlicher Rat in Kiel und ab 1969 ordentlicher Professor an der RWTH Aachen (Lehrstuhl D). 1997 ging er in den Ruhestand.
Er arbeitete insbesondere im Bereich der algorithmischen Gruppentheorie und entwickelte dazu seit den 1960er Jahren Programme. 1986 initiierte er das Computer-Algebra-System GAP mit Algorithmen zur Gruppentheorie und zuvor 1981 das CAS System (Character Algorithm System) für Rechnungen mit Gruppencharakteren. Er befasste sich auch mit Raumgruppen. Mit Hans Zassenhaus und anderen klassifizierte er kristallographische Gruppen in vier Dimensionen.
Zu seinen Doktoranden gehörten Wilhelm Plesken, Rolf Bülow und Volkmar Felsch.

## Schriften (Auswahl)
- Harold Brown, Rolf Bülow, Hans Wondratschek, Hans Zassenhaus: Crystallographic Groups of four-dimensional Space, Wiley 1978.
- Investigations of groups on computers. Proceedings of a conference on computational problems in algebra, Oxford 1967; Pergamon Press, Oxford 1970, S. 1–19.
- mit V. Felsch Ein Programm zur Berechnung der Automorphismengruppe einer endlichen Gruppe, Numerische Mathematik 11, 1968, S. 277–292.
- An elementary introduction to coset table methods in computational group theory. In: Groups – St. Andrews 1981, London Math. Society Lecture Notes Series 71, Cambridge University Press, S. 1–45.
- Computing with groups and their character tables, Physica A 114, 1982, S. 493–506.
- An invitation to Computational Group Theory, Proc. Groups 93, Galway, Irland, London Mathematical Society Lecture Notes 212, Cambridge University Press 1995, Online